# Sobibor, 14 octobre 1943, 16 heures
Pour plus de détails, voir Fiche technique et Distribution.
Sobibor, 14 octobre 1943, 16 heures (2001) est un documentaire de 95 minutes réalisé par Claude Lanzmann sur la révolte des prisonniers du camp d'extermination de Sobibor le 14 octobre 1943.
Ce documentaire est composé d'un mélange de prises de vues de situation tournées en 2001 et de l'interview de Yehuda Lerner réalisée en 1979.
Yehuda Lerner s'exprime en hébreu dans le film.
Yehuda Lerner est un témoin direct des événements ayant eu lieu lors de cette révolte pour y avoir participé activement. Son interview a été réalisée dans la période où Claude Lanzmann tournait son film Shoah mais il décida par la suite de ne pas inclure cette interview pour lui consacrer un documentaire à part.
Yehuda Lerner raconte son histoire de prisonnier juif, adolescent lors des faits, qui va s'évader de plusieurs camps et toujours être repris, puis se retrouver au sein d'un groupe d'environ trente soldats et d'un jeune lieutenant de l'armée soviétique, tous juifs et qui avaient été faits prisonniers par les Allemands. 

C'est ce groupe qui fomentera la révolte dont le point d'orgue est l'assassinat simultané de sous-officiers nazis, membres des unités S.S. qui gardaient ce camp, avec environ 120 Ukrainiens supplétifs des S.S., à une date et une heure précise dans plusieurs points du camp de Sobibor (d'où le titre du film).

Cette opération permettra l'évasion d'environ 300 prisonniers sur un total d'environ 600. Elle entraînera aussi le massacre des prisonniers ne s'étant pas enfuis qui furent tués  par les S.S. et les gardes ukrainiens puis la destruction du camp, qui fut décidée par la hiérarchie des S.S. à Berlin, peu de temps après cet événement unique dans les camps d'extermination, entre 1941 et 1945.